# Scheloribates yezoensis
Scheloribates yezoensis är en kvalsterart som beskrevs av Fujita och K. Fujikawa 1987. Scheloribates yezoensis ingår i släktet Scheloribates och familjen Scheloribatidae. Inga underarter finns listade i Catalogue of Life.